# Kangundo
Kangundo es una localidad de Kenia, perteneciente al condado de Machakos. Forma una conurbación con Tala que, con un conjunto total de 218 557 habitantes según el censo de 2009, es la novena zona urbana del país.